# National Society of Film Critics Awards 2023
La 57ª edizione dei National Society of Film Critics Awards, annunciati il 7 gennaio 2023, ha premiato i migliori film del 2022 secondo i membri della National Society of Film Critics (NSFC).

## Vincitori
A seguire vengono indicati i vincitori, in grassetto, e gli altri classificati, ciascuno col numero di voti ricevuti (tra parentesi):

### Miglior film
1. Tár, regia di Todd Field (61)
2. Aftersun, regia di Charlotte Wells (49)
3. Gli orsi non esistono (خرس نیست), regia di Jafar Panahi (32)

### Miglior regista
1. Charlotte Wells - Aftersun (60)
2. Park Chan-wook - Decision to Leave (헤어질 결심) (47)
3. Jafar Panahi - Gli orsi non esistono (خرس نیست) (36)

### Miglior attore
1. Colin Farrell - After Yang e Gli spiriti dell'isola (The Banshees of Inisherin) (71)
2. Paul Mescal - Aftersun (55)
3. Bill Nighy - Living (33)

### Miglior attrice
1. Cate Blanchett - Tár (55)
2. Michelle Yeoh - Everything Everywhere All at Once (42)
3. (ex aequo) Tilda Swinton - The Eternal Daughter / Michelle Williams - The Fabelmans (32)

### Miglior attore non protagonista
1. Ke Huy Quan - Everything Everywhere All at Once (45)
2. Brian Tyree Henry - Causeway (35)
3. Barry Keoghan - Gli spiriti dell'isola (The Banshees of Inisherin) (27)

### Miglior attrice non protagonista
1. Kerry Condon - Gli spiriti dell'isola (The Banshees of Inisherin) (57)
2. Nina Hoss - Tár (43)
3. Dolly de Leon - Triangle of Sadness (35)

### Miglior sceneggiatura
1. Todd Field - Tár (61)
2. Martin McDonagh - Gli spiriti dell'isola (The Banshees of Inisherin) (42)
3. James Gray - Armageddon Time - Il tempo dell'apocalisse (Armageddon Time) (18)

### Miglior fotografia
1. Michał Dymek - EO (62)
2. Hoyte van Hoytema - Nope (37)
3. Kim Ji-yong - Decision to Leave (헤어질 결심) (34)

### Miglior film in lingua straniera
1. EO, regia di Jerzy Skolimowski (43)
2. Gli orsi non esistono (خرس نیست), regia di Jafar Panahi (37)
3. Decision to Leave (헤어질 결심), regia di Park Chan-wook (34)

### Miglior documentario
1. Tutta la bellezza e il dolore (All the Beauty and the Bloodshed), regia di Laura Poitras (46)
2. Descendant, regia di Margaret Brown (40)
3. All That Breathes, regia di Shaunak Sen (27)

### Film Heritage Award
- La storica del cinema Jeanine Basinger, «il cui lavoro alla Wesleyan University ha più volte contribuito a colmare il divario tra Hollywood e il mondo accademico, tra gli studi sul cinema e la cinefilia»
- Il canale Turner Classic Movies per «la sua varietà di programmazione, che spazia in lungo e in largo per la storia del cinema, qualcosa di troppo spesso dato per scontato e [che dovrebbe essere] degno della più completa cura e attenzione da parte dei proprietari dei diritti»
- Il sito web Screen Slate, «che molto ha fatto per sostenere e rivitalizzare la frequentazione delle sale cinematografiche, il discorso critico e la comunità cinefila di New York»